# Aslan Kerimov
Aslan Kerimov   (Bakú, 1 de gener de 1973) és un exfutbolista azerbaidjanès de la dècada de 2000.
Fou 78 cops internacional amb la selecció de l'Azerbaidjan.
Pel que fa a clubs, defensà els colors de PFC Neftchi, FK Ganja, FK Qarabağ, Baltika Kaliningrad i FK Shamkir.